# Philmont (New York)
Philmont est un village situé dans le comté de Columbia, dans l'État de New York, aux États-Unis,. En 2010, il comptait une population de 1 379 habitants, estimée au 1er juillet 2019 à 1 258 habitants.

## Démographie
Lors du recensement de 2010, la ville comptait une population de 1 379 habitants. Elle est estimée, en 2019, à 1 258 habitants.